# Culture de l'intimidation

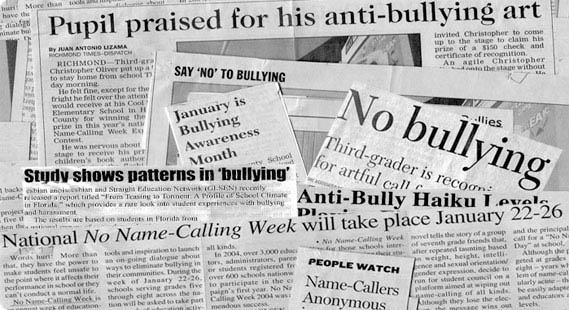
Journaux traitant du sujet de l'intimidation

La culture de l'intimidation est le contexte ou le lieu dans lequel un pattern de comportements intimidants est ordinaire ou routinier. Il s'agit de provoquer un déséquilibre social, physique ou d'avoir du pouvoir sur, et/ou par, une personne ou un groupe.
La culture de l'intimidation comprend les activités quotidiennes et la façon dont les gens se comportent les uns par rapport aux autres. Une culture de l'intimidation met l'accent sur une conception gagnant/perdant. Il encourage également la domination et l'agression.

## Sur le lieu de travail
L'intimidation est considérée comme répandue dans les organisations où les employés et les managers estiment qu'ils ont le soutien des cadres supérieurs pour poursuivre leur comportement d'intimidation. Les nouveaux managers considèreront rapidement ce type de comportements acceptable et normal s'ils voient d'autres personnes faire la même chose, et si elles sont même récompensées pour ça.
Lorsque l'intimidation se produit au plus haut niveau, les effets peuvent être considérables. Les gens peuvent être victimes d'intimidation quel que soit leur statut ou leur rang au sein de l'entreprise, notamment les cadres supérieurs. L'intimidation peut être réalisée en cascade du haut vers le bas, par exemple, les superviseurs pourraient se décharger de leur propre agression sur leurs subordonnés. Dans de telles situations, un scénario d'intimidation dans le conseil d'administration peut effectivement menacer la productivité de l'ensemble de l'entreprise.

### Culture de la peur
Ashforth a évoqué les côtés potentiellement destructeurs du leadership et a identifié ce qu'il appelle les "petits tyrans", i.e. les leaders qui exercent avec un style tyrannique, dont résulte un climat de peur sur le lieu de travail. Le renforcement négatif partiel ou intermittent peut créer un climat de peur et de doute,. Plusieurs études ont confirmé la relation entre l'intimidation et le leadership autocratique, c'est-à-dire une manière autoritaire de régler les conflits ou de faire face à des désaccords. Un style autoritaire de leadership peut créer un climat de peur, où il y a peu ou pas de place pour le dialogue et où le plaignant peut être considéré comme futile.
Dans une étude sur les membres du syndicat du secteur public, environ un travailleur sur cinq a déclaré avoir expérimenté une rotation de l'emploi sur le lieu de travail, à la suite du témoignage d'intimidations.